# Baggsöta
Baggsöta eller purpurgentiana (Gentiana purpurea) är en flerårig ört. Den har en jordstam som kryper nära markytan, från denna sitter de djupt purpurbruna blommorna på 20–25 cm upprätta stjälkar. Den är vanlig i Centraleuropas bergsområden och förekommer i Norge i de sydligare fjällen. I Sverige är den endast känd från en lokal i Tännäs socken, Härjedalen. Baggsötan är fridlyst och är klassad som akut hotad i Sverige.
Tidigare har jordstammen använts inom folkmedicinen, och fungerade då som ersättning för den i övriga Europa använda Gentiana lutea (Gullgentiana), och som i flera vetenskapliga skrifter förväxlats med Baggsötan. Dessa importerades då till Sverige från Norge. Denna handel bidrog också till växtens svenska namn, då förledet bagge syftar på Norge. Andra ledet i växtnamnet skulle kunna komma från norskans sote eller søte, vilket inte reflekterar växten då dess rot är besk.

## Utbredning
Förutom Norge och Sverige har växten populationer i Alperna, i centrala Frankrike och i norra Italien. Arten ingår i ängar med höga örter och med Alnus viridus. I Sverige hittas växten nära vattendrag i regioner som liknar marskland. I motsats till det svenska namnet har arten en besk smak och undviks av betesdjur.

## Hot
När jordstammen åter plockas för folkmedicinen kan beståndet minska. Populationerna i Norge och Schweiz bedöms som stabil. IUCN listar arten som livskraftig (LC).

## Synonymer
- Coilantha purpurea (L.) Borkh.
- Gentiana purpurea var. asinii Briq.
- Gentiana purpurea var. nana Griseb.
- Pneumonanthe purpurea (L.) F.W.Schmidt